# Baltimore, Ohio
Baltimore là một làng thuộc quận Fairfield, tiểu bang Ohio, Hoa Kỳ. Năm 2010, dân số của làng này là 2966 người.

## Dân số
- Dân số năm 2000: 2881 người.
- Dân số năm 2010: 2966 người.